# A Very Brutal Christmas
A Very Brutal Christmas ist eine Extended Play des Projektes Austrian Death Machine von As-I-Lay-Dying-Sänger Tim Lambesis. Die EP wurde am 21. November 2008 von Metal Blade Records veröffentlicht.

## Entstehungsgeschichte
Das Debütalbum Total Brutal wurde am 22. Juli 2008 veröffentlicht. Ein paar Monate später entschied sich Lambesis eine EP nachzulegen. Wie schon beim Debütalbum wurde das Cover von Ed Repka gezeichnet. Es stellt eine Zeichnung von Arnold Schwarzenegger im Terminator-Outfit mit Weihnachtsmütze dar. Neben dem Albumtrack Get to the Choppa enthält die EP zwei Coverversionen, eine Version des bekannten Weihnachtslieds Jingle Bells sowie ein Cover des Judas-Priest-Klassikers Hell Bent for Leather, beide im typischen Stil von Austrian Death Machine.
Wie bereits auf dem Album ist Chad Ackerman (ex-Chapter 14) als Schwarzenegger-Parodie zu hören. Weitere Gastmusiker sind:
- Jason Suecof (Capharnaum) – Gitarrensolo bei Get to the Choppa
- Dan Gregory – Backing-Vocals bei Hell Bent for Leather
- Jeff Gretz (ex-From Autumn to Ashes) – Schlagzeug bei Hell Bent for Leather
- Mark MacDonald (Mercury Switch) – Gitarrensolo bei Hell Bent for Leather
- James Gericke – Bass
- Mike Catalano (As I Lay Dying) – Schlagzeug bei Get to the Choppa

## Titelliste
1. Jingle Bells – 3:01
2. Get to the Choppa – 2:47
3. Hell Bent for Leather – 2:57

## Musikstil
Wie schon auf dem Debütalbum handelt es sich auch bei dieser Veröffentlichung um modernen Thrash/Death Metal, der eine Schwarzenegger-Parodie als Aufhänger nutzt. Jingle Bells wurde dabei um Beatdowns und die im Hardcore Punk üblichen Crew Vocals ergänzt. Auch Hell Bent for Leather wurde im typischen Austrian-Death-Machine-Stil eingespielt. Das Lied enthält eine Referenz an den Film Terminator 2 und zitiert die Szene, in der sich der „nackte“ Terminator Kleidung, Stiefel und ein Motorrad besorgt.